# Interstate 74
Die Interstate 74 (kurz I-74) ist ein Interstate Highway in den Vereinigten Staaten. Sie beginnt an der Interstate 80 in Davenport im Bundesstaat Iowa und endet an der Interstate 75 in Cincinnati im Bundesstaat Ohio. Des Weiteren gibt es noch einige Abschnitte in North Carolina, die noch miteinander verbunden werden sollen.

## Längen
| Meilen | km     | Staat          |  |
|        |        |                |  |
| 05,36  | 08,63  | Iowa           |  |
| 220,34 | 354,60 | Illinois       |  |
| 171,54 | 276,07 | Indiana        |  |
| 019,47 | 031,33 | Ohio           |  |
| 012,10 | 019,47 | North Carolina |  |
|        |        |                |  |
| 428,81 | 690,10 | Total          |  |

## Wichtige Städte
- Quad Cities
- Peoria
- Bloomington
- Champaign
- Danville
- Indianapolis
- Cincinnati

## Zubringer und Umgehungen
- Interstate 474 um Peoria
- Interstate 274 in Winston-Salem geplant